# اچ‌ام‌اس سی۱۵
اچ‌ام‌اس سی۱۵ (به انگلیسی: HMS C15) یک زیردریایی بود که طول آن ۱۴۳ فوت ۲ اینچ (۴۳٫۶۴ متر) بود. این زیردریایی در سال ۱۹۰۸ ساخته شد.